# Cercolophia roberti
Cercolophia roberti är en ödleart som beskrevs av  Carl Gans 1964. Cercolophia roberti ingår i släktet Cercolophia och familjen Amphisbaenidae. Inga underarter finns listade i Catalogue of Life.